# La banda dei razziatori
La banda dei razziatori (The Lawless Nineties) è un film del 1936 diretto da Joseph Kane.
È un film western statunitense con John Wayne, Ann Rutherford e Harry Woods. Ambientato nel 1890, è incentrato sulle vicende di due agenti federali sotto copertura, John Tipton (John Wayne) e Bridger (Lane Chandler), a Crocket City nel Wyoming per controllare il voto sull'opportunità di aderire all'Unione.

## Produzione
Il film, diretto da Joseph Kane su una sceneggiatura di Joseph F. Poland con il soggetto dello stesso Poland e di Scott Pembroke, fu prodotto da Trem Carr per la Republic Pictures e girato nel Trem Carr Ranch a Newhall in California. Il titolo di lavorazione era G-Men of the Nineties; la produzione lo cambiò perché costretta dalla Warner Bros. che aveva prodotto nel 1935 un film dal titolo molto simile, La pattuglia dei senza paura (G Men).

## Distribuzione
Il film fu distribuito  negli Stati Uniti il 15 febbraio 1936 dalla Republic Pictures.
Altre uscite internazionali sono state:
- nel Regno Unito nell'agosto del 1936
- in Portogallo il 30 giugno 1937 (Os 90 Bandidos)
- in Grecia (Atromitos frouros)
- in Germania (Land der Zukunft)
- in Brasile (Ordem a Bala)
- in Italia (La banda dei razziatori)

## Critica
Secondo il Morandini "nel 1936 Wayne interpretò per la neonata Republic 7 western di serie, tutti ben fotografati, con esterni naturali suggestivi e una recitazione insolitamente curata. Difficile distinguerli l'uno dall'altro, purtroppo."